# 北信五岳

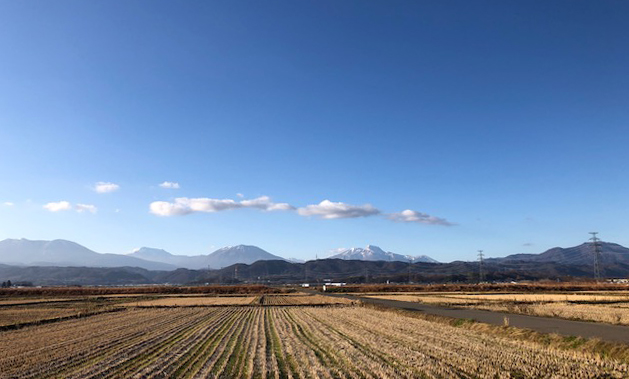
晩秋の北信五岳：左から飯綱・戸隠・黒姫・妙高・斑尾山。

北信五岳（ほくしんごがく）は、長野県北信地方の主に長野盆地から望める、妙高山、斑尾山、黒姫山、戸隠山、飯綱山の5つの山の総称である。

## 概要
飯綱山、黒姫山、妙高山は、8 km間隔でほぼ南北方向に直線上に並ぶ。地質学的には、戸隠山を除き、第四紀のほぼ同時期に活動した火山たちである。斑尾山を除く山域は、妙高戸隠連山国立公園に指定されている。代表する花であるリュウキンカやザゼンソウなどが分布し、『新・花の百名山』のひとつに選定されている。
呼び名は、江戸時代に松代藩によって使用されたのが始まりとされる。妙高山ではなく、高社山を含める地域があるが、一般に観光案内等で用いられることはほとんどない。地元では「まみくとい」という愛称で呼ばれている。これは斑尾山（ま）、妙高山（み）、黒姫山（く）、戸隠山（と）、飯縄山（い）の頭文字をとって並べたものである。長野市豊野町大倉と上水内郡信濃町古間とを結ぶ上水内北部広域農道の信濃幹線（信濃ライン）からは、この5山を望むことができる。このためこの農道は『北信五岳道路』と呼ばれている。
| 山容 | 山名 よみ             | 標高 (m) | 三角点等級 基準点名              | 妙高山からの 方角と距離(km) | 備考                                        |
| ---- | --------------------- | -------- | -------------------------------- | --------------------------- | ------------------------------------------- |
|      | 妙高山 みょうこうさん | 2,454    | （一等） 「妙高山」 (2,445.90 m) | 0                           | 北信五岳の最高峰 成層火山 活火山 日本百名山 |
|      | 斑尾山 まだらおやま   | 1,381.81 | 一等 「斑尾山」                  | 東南東 15.5                 | 成層火山 日本三百名山                       |
|      | 黒姫山 くろひめやま   | 2,053    |                                  | 南 8.8                      | 成層火山 日本二百名山                       |
|      | 戸隠山 とがくしやま   | 1,904    |                                  | 南南西 14.4                 | 日本二百名山                                |
|      | 飯縄山 いいづなやま   | 1,917.37 | 二等 「飯繩山」                  | 南 17.0                     | 成層火山 日本二百名山                       |

## 北信五岳の展望所
北信五岳を振り向かないで一望できる場所がいくつか知られており、中野市南部全般、小布施温泉（あけびの湯）などである。

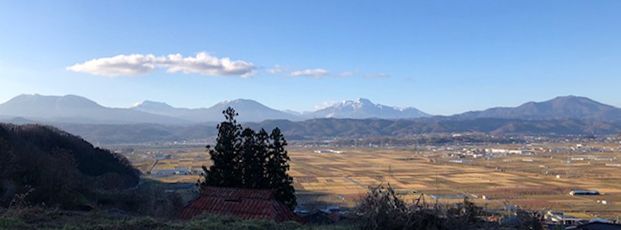
晩秋の北信五岳上に雲が流れる１（中野市南部で）
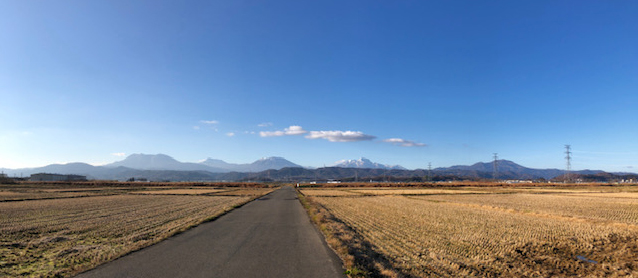
晩秋の北信五岳上に雲が流れる２（中野市南部で）
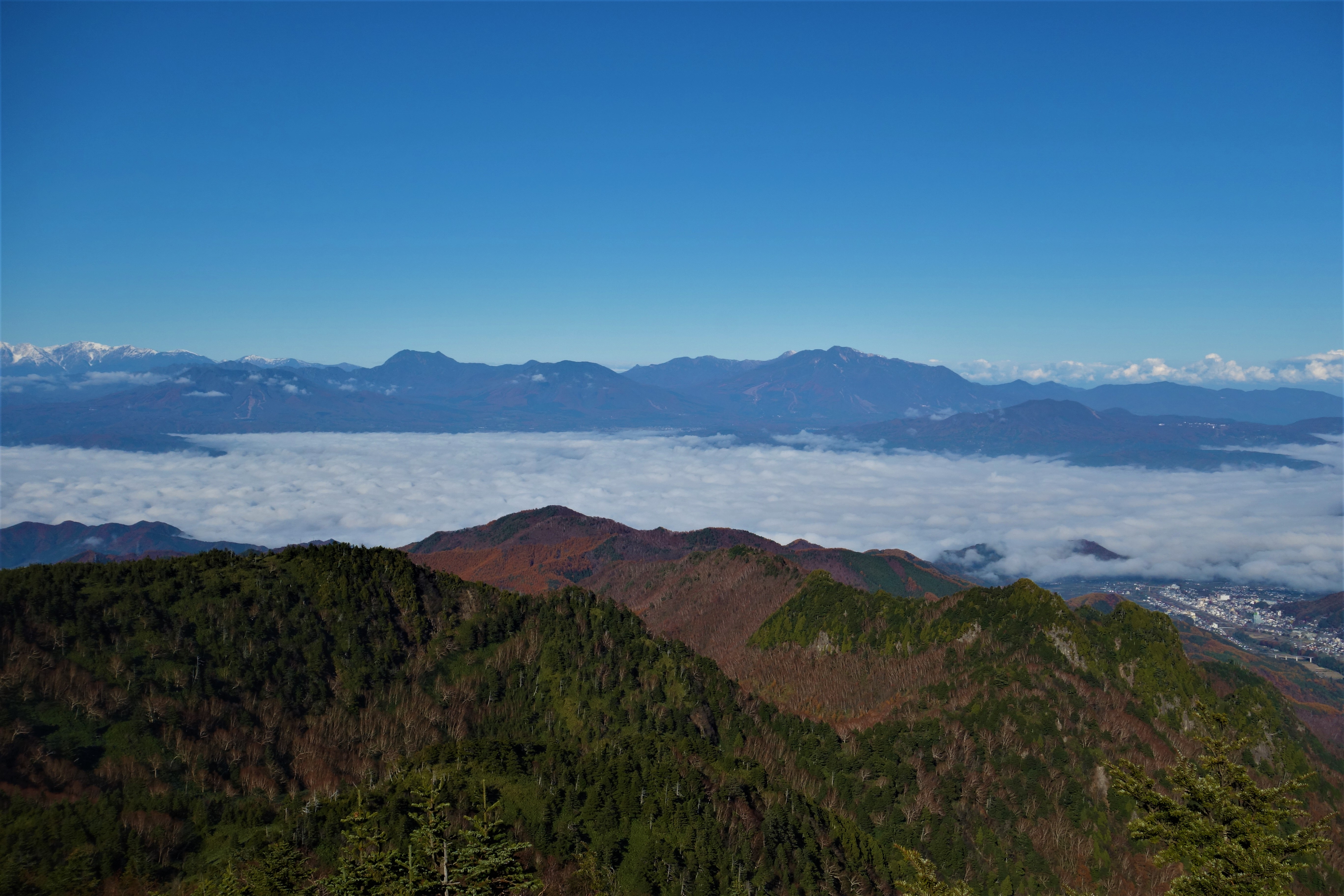
笠ヶ岳 (長野県)からの北信五岳